# Сараевский кантон
Сараевский кантон (босн. Kanton Sarajevo, хорв. Sarajevska županija, серб. Сарајевски кантон) — один из десяти кантонов Федерации Боснии и Герцеговины, входящей в Боснию и Герцеговину.

## География
Сараевский кантон расположен в горной местности в центральной части страны вокруг её столицы Сараево, одновременно являющейся административным центром кантона. Состоит из общин Центр, Нови-Град, Ново-Сараево, Стари-Град, Вогошча, Илиджа, Илияш, Трново и Хаджичи, из которых первые четыре входят в состав города Сараево.

## Население
Сараевский кантон является одним из самых населённых в стране. На 2007 год 79,6 % населения кантона составляли боснийцы, 11,2 % — сербы, 6,7 % — хорваты.